# Eleições legislativas de 2009 em Leiria

## Resultados Oficiais
| Partido                 | Partido                        | Votos   | %               | +/-   |
| ----------------------- | ------------------------------ | ------- | --------------- | ----- |
|                         | Partido Social Democrata       | 24 753  | 35,82 / 100,00  | 7,25  |
|                         | Partido Socialista             | 19 856  | 28,73 / 100,00  | 1,99  |
|                         | CDS – Partido Popular          | 10 482  | 15,17 / 100,00  | 3,39  |
|                         | Bloco de Esquerda              | 6 536   | 9,46 / 100,00   | 3,78  |
|                         | Coligação Democrática Unitária | 1 958   | 2,83 / 100,00   | 0,31  |
|                         | Outros                         | 2 170   | 3,14 / 100,00   |       |
| Votos Inválidos         | Votos Inválidos                | 3 347   | 4,85 / 100,00   | 0,64  |
| Total                   | Total                          | 69 102  | 100,00 / 100,00 |       |
| Eleitorado/Participação | Eleitorado/Participação        | 110 254 | 62,68 / 100,00  | 5,24  |
| Fonte                   | Fonte                          | [ 1 ]   | [ 1 ]           | [ 1 ] |

## Resultados por Freguesia
Os resultados seguintes referem-se aos partidos que obtiveram mais de 1,00% dos votos:
| Freguesia               | %     | %     | %     | %     | %    | Votantes |
| Freguesia               | PSD   | PS    | CDS   | BE    | CDU  | Votantes |
| ----------------------- | ----- | ----- | ----- | ----- | ---- | -------- |
| Amor                    | 27,60 | 30,07 | 15,97 | 12,38 | 3,83 | 2 504    |
| Arrabal                 | 36,78 | 24,69 | 21,98 | 6,61  | 2,32 | 1 770    |
| Azoia                   | 31,73 | 33,83 | 14,27 | 9,38  | 2,17 | 1 472    |
| Bajouca                 | 57,50 | 13,24 | 16,31 | 4,24  | 0,80 | 1 367    |
| Barosa                  | 28,05 | 36,90 | 13,72 | 11,42 | 2,21 | 1 130    |
| Barreira                | 36,29 | 30,46 | 16,00 | 9,22  | 1,84 | 2 006    |
| Bidoeira de Cima        | 60,85 | 12,45 | 14,09 | 3,36  | 1,04 | 1 341    |
| Boa Vista               | 43,40 | 25,50 | 15,10 | 6,15  | 1,18 | 1 106    |
| Caranguejeira           | 49,59 | 18,44 | 19,41 | 5,23  | 0,88 | 3 081    |
| Carreira                | 29,57 | 35,65 | 14,49 | 7,54  | 3,33 | 690      |
| Carvide                 | 30,41 | 29,95 | 15,24 | 12,49 | 2,69 | 1 713    |
| Chainça                 | 52,82 | 16,21 | 21,49 | 3,28  | 0,91 | 549      |
| Coimbrão                | 31,64 | 33,09 | 14,37 | 7,45  | 3,52 | 967      |
| Colmeias                | 48,32 | 22,81 | 14,71 | 5,70  | 1,58 | 1 964    |
| Cortes                  | 29,90 | 36,39 | 14,49 | 9,18  | 1,88 | 1 863    |
| Leiria                  | 34,51 | 30,58 | 13,26 | 11,58 | 3,97 | 8 094    |
| Maceira                 | 26,91 | 36,42 | 11,93 | 11,73 | 4,20 | 5 618    |
| Marrazes                | 29,10 | 34,13 | 11,89 | 12,37 | 4,11 | 10 012   |
| Memória                 | 49,09 | 21,21 | 18,38 | 5,45  | 0,20 | 495      |
| Milagres                | 40,74 | 24,03 | 14,20 | 8,99  | 1,62 | 1 669    |
| Monte Real              | 29,23 | 31,88 | 14,81 | 11,38 | 3,17 | 1 512    |
| Monte Redondo           | 36,63 | 22,56 | 20,22 | 6,69  | 4,06 | 2 438    |
| Ortigosa                | 37,11 | 21,96 | 24,14 | 6,35  | 1,91 | 1 102    |
| Parceiros               | 28,35 | 36,90 | 13,14 | 11,24 | 3,35 | 2 268    |
| Pousos                  | 31,29 | 31,82 | 13,00 | 12,87 | 2,76 | 4 560    |
| Regueira de Pontes      | 30,12 | 28,38 | 20,71 | 9,03  | 3,03 | 1 318    |
| Santa Catarina da Serra | 51,73 | 17,91 | 19,11 | 3,75  | 1,24 | 2 664    |
| Santa Eufémia           | 49,16 | 18,22 | 19,02 | 5,16  | 1,00 | 1 493    |
| Souto da Carpalhosa     | 42,72 | 22,22 | 19,35 | 5,65  | 1,46 | 2 336    |
| Leiria                  | 35,82 | 28,73 | 15,17 | 9,46  | 2,83 | 69 102   |

#### Amor
| Partido                 | Partido                        | Votos | %               | +/-  |
| ----------------------- | ------------------------------ | ----- | --------------- | ---- |
|                         | Partido Socialista             | 753   | 30,07 / 100,00  | 3,19 |
|                         | Partido Social Democrata       | 691   | 27,60 / 100,00  | 5,00 |
|                         | CDS – Partido Popular          | 400   | 15,97 / 100,00  | 1,48 |
|                         | Bloco de Esquerda              | 310   | 12,38 / 100,00  | 4,37 |
|                         | Coligação Democrática Unitária | 96    | 3,83 / 100,00   | 0,13 |
|                         | PCTP/MRPP                      | 28    | 1,12 / 100,00   | 0,37 |
|                         | Outros                         | 101   | 4,03 / 100,00   |      |
| Votos Inválidos         | Votos Inválidos                | 125   | 4,99 / 100,00   | 0,67 |
| Total                   | Total                          | 2 504 | 100,00 / 100,00 |      |
| Eleitorado/Participação | Eleitorado/Participação        | 4 177 | 59,95 / 100,00  | 5,36 |

#### Arrabal
| Partido                 | Partido                        | Votos | %               | +/-  |
| ----------------------- | ------------------------------ | ----- | --------------- | ---- |
|                         | Partido Social Democrata       | 651   | 36,78 / 100,00  | 8,12 |
|                         | Partido Socialista             | 437   | 24,69 / 100,00  | 1,86 |
|                         | CDS – Partido Popular          | 389   | 21,98 / 100,00  | 2,41 |
|                         | Bloco de Esquerda              | 117   | 6,61 / 100,00   | 1,72 |
|                         | Coligação Democrática Unitária | 41    | 2,32 / 100,00   | 0,11 |
|                         | Outros                         | 50    | 2,83 / 100,00   |      |
| Votos Inválidos         | Votos Inválidos                | 85    | 4,81 / 100,00   | 0,62 |
| Total                   | Total                          | 1 770 | 100,00 / 100,00 |      |
| Eleitorado/Participação | Eleitorado/Participação        | 2 582 | 68,55 / 100,00  | 4,86 |

#### Azoia
| Partido                 | Partido                        | Votos | %               | +/-  |
| ----------------------- | ------------------------------ | ----- | --------------- | ---- |
|                         | Partido Socialista             | 498   | 33,83 / 100,00  | 1,04 |
|                         | Partido Social Democrata       | 467   | 31,73 / 100,00  | 7,96 |
|                         | CDS – Partido Popular          | 210   | 14,27 / 100,00  | 3,43 |
|                         | Bloco de Esquerda              | 138   | 9,38 / 100,00   | 3,50 |
|                         | Coligação Democrática Unitária | 32    | 2,17 / 100,00   | 0,04 |
|                         | Outros                         | 48    | 3,26 / 100,00   |      |
| Votos Inválidos         | Votos Inválidos                | 79    | 5,37 / 100,00   | 0,69 |
| Total                   | Total                          | 1 472 | 100,00 / 100,00 |      |
| Eleitorado/Participação | Eleitorado/Participação        | 2 140 | 68,79 / 100,00  | 3,64 |

#### Bajouca
| Partido                 | Partido                  | Votos | %               | +/-   |
| ----------------------- | ------------------------ | ----- | --------------- | ----- |
|                         | Partido Social Democrata | 786   | 57,50 / 100,00  | 12,18 |
|                         | CDS – Partido Popular    | 223   | 16,31 / 100,00  | 2,23  |
|                         | Partido Socialista       | 181   | 13,24 / 100,00  | 4,20  |
|                         | Bloco de Esquerda        | 58    | 4,24 / 100,00   | 1,94  |
|                         | Outros                   | 51    | 3,74 / 100,00   |       |
| Votos Inválidos         | Votos Inválidos          | 68    | 4,98 / 100,00   | 1,87  |
| Total                   | Total                    | 1 367 | 100,00 / 100,00 |       |
| Eleitorado/Participação | Eleitorado/Participação  | 1 992 | 68,62 / 100,00  | 8,20  |

#### Barosa
| Partido                 | Partido                        | Votos | %               | +/-  |
| ----------------------- | ------------------------------ | ----- | --------------- | ---- |
|                         | Partido Socialista             | 417   | 36,90 / 100,00  | 2,97 |
|                         | Partido Social Democrata       | 317   | 28,05 / 100,00  | 5,28 |
|                         | CDS – Partido Popular          | 155   | 13,72 / 100,00  | 3,54 |
|                         | Bloco de Esquerda              | 129   | 11,42 / 100,00  | 3,19 |
|                         | Coligação Democrática Unitária | 25    | 2,21 / 100,00   | 0,47 |
|                         | Outros                         | 37    | 3,27 / 100,00   |      |
| Votos Inválidos         | Votos Inválidos                | 50    | 4,42 / 100,00   | 0,72 |
| Total                   | Total                          | 1 130 | 100,00 / 100,00 |      |
| Eleitorado/Participação | Eleitorado/Participação        | 1 748 | 64,65 / 100,00  | 3,59 |

#### Barreira
| Partido                 | Partido                        | Votos | %               | +/-   |
| ----------------------- | ------------------------------ | ----- | --------------- | ----- |
|                         | Partido Social Democrata       | 728   | 36,29 / 100,00  | 10,75 |
|                         | Partido Socialista             | 611   | 30,46 / 100,00  | 0,91  |
|                         | CDS – Partido Popular          | 321   | 16,00 / 100,00  | 4,43  |
|                         | Bloco de Esquerda              | 185   | 9,22 / 100,00   | 3,84  |
|                         | Coligação Democrática Unitária | 37    | 1,84 / 100,00   | 0,55  |
|                         | Outros                         | 40    | 2,00 / 100,00   |       |
| Votos Inválidos         | Votos Inválidos                | 84    | 4,19 / 100,00   | 0,80  |
| Total                   | Total                          | 2 006 | 100,00 / 100,00 |       |
| Eleitorado/Participação | Eleitorado/Participação        | 2 990 | 67,09 / 100,00  | 6,15  |

#### Bidoeira de Cima
| Partido                 | Partido                        | Votos | %               | +/-   |
| ----------------------- | ------------------------------ | ----- | --------------- | ----- |
|                         | Partido Social Democrata       | 816   | 60,85 / 100,00  | 12,72 |
|                         | CDS – Partido Popular          | 189   | 14,09 / 100,00  | 5,23  |
|                         | Partido Socialista             | 167   | 12,45 / 100,00  | 3,43  |
|                         | Bloco de Esquerda              | 45    | 3,36 / 100,00   | 2,34  |
|                         | Coligação Democrática Unitária | 14    | 1,04 / 100,00   | 0,26  |
|                         | Outros                         | 39    | 2,91 / 100,00   |       |
| Votos Inválidos         | Votos Inválidos                | 71    | 5,30 / 100,00   | 1,14  |
| Total                   | Total                          | 1 341 | 100,00 / 100,00 |       |
| Eleitorado/Participação | Eleitorado/Participação        | 2 142 | 62,61 / 100,00  | 7,29  |

#### Boa Vista
| Partido                 | Partido                        | Votos | %               | +/-   |
| ----------------------- | ------------------------------ | ----- | --------------- | ----- |
|                         | Partido Social Democrata       | 480   | 43,40 / 100,00  | 11,37 |
|                         | Partido Socialista             | 282   | 25,50 / 100,00  | 3,91  |
|                         | CDS – Partido Popular          | 167   | 15,10 / 100,00  | 1,29  |
|                         | Bloco de Esquerda              | 68    | 6,15 / 100,00   | 3,09  |
|                         | Coligação Democrática Unitária | 13    | 1,18 / 100,00   | 0,35  |
|                         | Outros                         | 37    | 3,33 / 100,00   |       |
| Votos Inválidos         | Votos Inválidos                | 59    | 5,34 / 100,00   | 0,89  |
| Total                   | Total                          | 1 106 | 100,00 / 100,00 |       |
| Eleitorado/Participação | Eleitorado/Participação        | 1 620 | 68,27 / 100,00  | 4,93  |

#### Caranguejeira
| Partido                 | Partido                  | Votos | %               | +/-   |
| ----------------------- | ------------------------ | ----- | --------------- | ----- |
|                         | Partido Social Democrata | 1 528 | 49,59 / 100,00  | 13,61 |
|                         | CDS – Partido Popular    | 598   | 19,41 / 100,00  | 4,18  |
|                         | Partido Socialista       | 568   | 18,44 / 100,00  | 5,52  |
|                         | Bloco de Esquerda        | 161   | 5,23 / 100,00   | 2,57  |
|                         | Outros                   | 94    | 3,05 / 100,00   |       |
| Votos Inválidos         | Votos Inválidos          | 132   | 4,28 / 100,00   | 0,50  |
| Total                   | Total                    | 3 081 | 100,00 / 100,00 |       |
| Eleitorado/Participação | Eleitorado/Participação  | 4 750 | 64,86 / 100,00  | 9,11  |

#### Carreira
| Partido                 | Partido                        | Votos | %               | +/-  |
| ----------------------- | ------------------------------ | ----- | --------------- | ---- |
|                         | Partido Socialista             | 246   | 35,65 / 100,00  | 0,23 |
|                         | Partido Social Democrata       | 204   | 29,57 / 100,00  | 7,93 |
|                         | CDS – Partido Popular          | 100   | 14,49 / 100,00  | 3,27 |
|                         | Bloco de Esquerda              | 52    | 7,54 / 100,00   | 1,61 |
|                         | Coligação Democrática Unitária | 23    | 3,33 / 100,00   | 0,12 |
|                         | Outros                         | 24    | 3,58 / 100,00   |      |
| Votos Inválidos         | Votos Inválidos                | 41    | 5,94 / 100,00   | 1,14 |
| Total                   | Total                          | 690   | 100,00 / 100,00 |      |
| Eleitorado/Participação | Eleitorado/Participação        | 1 228 | 56,19 / 100,00  | 3,75 |

#### Carvide
| Partido                 | Partido                        | Votos | %               | +/-   |
| ----------------------- | ------------------------------ | ----- | --------------- | ----- |
|                         | Partido Social Democrata       | 521   | 30,41 / 100,00  | 10,08 |
|                         | Partido Socialista             | 513   | 29,95 / 100,00  | 3,46  |
|                         | CDS – Partido Popular          | 261   | 15,24 / 100,00  | 6,64  |
|                         | Bloco de Esquerda              | 214   | 12,49 / 100,00  | 4,77  |
|                         | Coligação Democrática Unitária | 46    | 2,69 / 100,00   | 0,35  |
|                         | Outros                         | 71    | 4,14 / 100,00   |       |
| Votos Inválidos         | Votos Inválidos                | 87    | 5,08 / 100,00   | 0,45  |
| Total                   | Total                          | 1 713 | 100,00 / 100,00 |       |
| Eleitorado/Participação | Eleitorado/Participação        | 2 822 | 60,70 / 100,00  | 3,67  |

#### Chainça
| Partido                 | Partido                  | Votos | %               | +/-  |
| ----------------------- | ------------------------ | ----- | --------------- | ---- |
|                         | Partido Social Democrata | 290   | 52,82 / 100,00  | 8,28 |
|                         | CDS – Partido Popular    | 118   | 21,49 / 100,00  | 6,81 |
|                         | Partido Socialista       | 89    | 16,21 / 100,00  | 1,59 |
|                         | Bloco de Esquerda        | 18    | 3,28 / 100,00   | 0,16 |
|                         | Outros                   | 13    | 2,37 / 100,00   |      |
| Votos Inválidos         | Votos Inválidos          | 21    | 3,83 / 100,00   | 1,63 |
| Total                   | Total                    | 549   | 100,00 / 100,00 |      |
| Eleitorado/Participação | Eleitorado/Participação  | 772   | 71,11 / 100,00  | 6,86 |

#### Coimbrão
| Partido                 | Partido                        | Votos | %               | +/-  |
| ----------------------- | ------------------------------ | ----- | --------------- | ---- |
|                         | Partido Socialista             | 320   | 33,09 / 100,00  | 1,97 |
|                         | Partido Social Democrata       | 306   | 31,64 / 100,00  | 9,64 |
|                         | CDS – Partido Popular          | 139   | 14,37 / 100,00  | 4,22 |
|                         | Bloco de Esquerda              | 72    | 7,45 / 100,00   | 2,37 |
|                         | Coligação Democrática Unitária | 34    | 3,52 / 100,00   | 1,70 |
|                         | PCTP/MRPP                      | 10    | 1,03 / 100,00   | 0,46 |
|                         | Partido Popular Monárquico     | 10    | 1,03 / 100,00   | -    |
|                         | Outros                         | 31    | 3,21 / 100,00   |      |
| Votos Inválidos         | Votos Inválidos                | 45    | 4,65 / 100,00   | 0,24 |
| Total                   | Total                          | 967   | 100,00 / 100,00 |      |
| Eleitorado/Participação | Eleitorado/Participação        | 1 835 | 52,70 / 100,00  | 6,75 |

#### Colmeias
| Partido                 | Partido                        | Votos | %               | +/-   |
| ----------------------- | ------------------------------ | ----- | --------------- | ----- |
|                         | Partido Social Democrata       | 949   | 48,32 / 100,00  | 11,66 |
|                         | Partido Socialista             | 448   | 22,81 / 100,00  | 1,58  |
|                         | CDS – Partido Popular          | 289   | 14,71 / 100,00  | 4,95  |
|                         | Bloco de Esquerda              | 112   | 5,70 / 100,00   | 2,87  |
|                         | Coligação Democrática Unitária | 31    | 1,58 / 100,00   | 0,60  |
|                         | Outros                         | 57    | 2,90 / 100,00   |       |
| Votos Inválidos         | Votos Inválidos                | 78    | 3,97 / 100,00   | 0,17  |
| Total                   | Total                          | 1 964 | 100,00 / 100,00 |       |
| Eleitorado/Participação | Eleitorado/Participação        | 3 698 | 53,11 / 100,00  | 8,59  |

#### Cortes
| Partido                 | Partido                        | Votos | %               | +/-  |
| ----------------------- | ------------------------------ | ----- | --------------- | ---- |
|                         | Partido Socialista             | 678   | 36,39 / 100,00  | 2,34 |
|                         | Partido Social Democrata       | 557   | 29,90 / 100,00  | 4,94 |
|                         | CDS – Partido Popular          | 270   | 14,49 / 100,00  | 3,62 |
|                         | Bloco de Esquerda              | 171   | 9,18 / 100,00   | 3,53 |
|                         | Coligação Democrática Unitária | 35    | 1,88 / 100,00   | 0,14 |
|                         | Outros                         | 53    | 2,84 / 100,00   |      |
| Votos Inválidos         | Votos Inválidos                | 99    | 5,31 / 100,00   | 0,29 |
| Total                   | Total                          | 1 863 | 100,00 / 100,00 |      |
| Eleitorado/Participação | Eleitorado/Participação        | 2 886 | 64,55 / 100,00  | 6,63 |

#### Leiria
| Partido                 | Partido                        | Votos  | %               | +/-  |
| ----------------------- | ------------------------------ | ------ | --------------- | ---- |
|                         | Partido Social Democrata       | 2 793  | 34,51 / 100,00  | 0,86 |
|                         | Partido Socialista             | 2 475  | 30,58 / 100,00  | 6,61 |
|                         | CDS – Partido Popular          | 1 073  | 13,26 / 100,00  | 2,45 |
|                         | Bloco de Esquerda              | 937    | 11,58 / 100,00  | 3,69 |
|                         | Coligação Democrática Unitária | 321    | 3,97 / 100,00   | 0,24 |
|                         | Outros                         | 195    | 2,42 / 100,00   |      |
| Votos Inválidos         | Votos Inválidos                | 300    | 3,71 / 100,00   | 0,01 |
| Total                   | Total                          | 8 094  | 100,00 / 100,00 |      |
| Eleitorado/Participação | Eleitorado/Participação        | 12 718 | 63,64 / 100,00  | 3,54 |

#### Maceira
| Partido                 | Partido                        | Votos | %               | +/-  |
| ----------------------- | ------------------------------ | ----- | --------------- | ---- |
|                         | Partido Socialista             | 2 046 | 36,42 / 100,00  | 0,88 |
|                         | Partido Social Democrata       | 1 512 | 26,91 / 100,00  | 7,11 |
|                         | CDS – Partido Popular          | 670   | 11,93 / 100,00  | 1,93 |
|                         | Bloco de Esquerda              | 659   | 11,73 / 100,00  | 4,96 |
|                         | Coligação Democrática Unitária | 236   | 4,20 / 100,00   | 0,29 |
|                         | Outros                         | 220   | 3,91 / 100,00   |      |
| Votos Inválidos         | Votos Inválidos                | 275   | 4,89 / 100,00   | 0,49 |
| Total                   | Total                          | 5 618 | 100,00 / 100,00 |      |
| Eleitorado/Participação | Eleitorado/Participação        | 8 980 | 62,56 / 100,00  | 3,20 |

#### Marrazes
| Partido                 | Partido                        | Votos  | %               | +/-  |
| ----------------------- | ------------------------------ | ------ | --------------- | ---- |
|                         | Partido Socialista             | 3 417  | 34,13 / 100,00  | 7,29 |
|                         | Partido Social Democrata       | 2 913  | 29,10 / 100,00  | 4,17 |
|                         | Bloco de Esquerda              | 1 238  | 12,37 / 100,00  | 5,09 |
|                         | CDS – Partido Popular          | 1 190  | 11,89 / 100,00  | 3,81 |
|                         | Coligação Democrática Unitária | 411    | 4,11 / 100,00   | 0,07 |
|                         | Outros                         | 331    | 3,31 / 100,00   |      |
| Votos Inválidos         | Votos Inválidos                | 512    | 5,12 / 100,00   | 1,25 |
| Total                   | Total                          | 10 012 | 100,00 / 100,00 |      |
| Eleitorado/Participação | Eleitorado/Participação        | 16 718 | 59,89 / 100,00  | 4,86 |

#### Memória
| Partido                 | Partido                      | Votos | %               | +/-   |
| ----------------------- | ---------------------------- | ----- | --------------- | ----- |
|                         | Partido Social Democrata     | 243   | 49,09 / 100,00  | 12,05 |
|                         | Partido Socialista           | 105   | 21,21 / 100,00  | 2,28  |
|                         | CDS – Partido Popular        | 91    | 18,38 / 100,00  | 5,76  |
|                         | Bloco de Esquerda            | 27    | 5,45 / 100,00   | 3,67  |
|                         | Frente Ecologia e Humanismo  | 6     | 1,21 / 100,00   | Novo  |
|                         | Movimento Esperança Portugal | 5     | 1,01 / 100,00   | Novo  |
|                         | Outros                       | 5     | 1,01 / 100,00   |       |
| Votos Inválidos         | Votos Inválidos              | 13    | 2,62 / 100,00   | 0,73  |
| Total                   | Total                        | 495   | 100,00 / 100,00 |       |
| Eleitorado/Participação | Eleitorado/Participação      | 1 070 | 46,26 / 100,00  | 15,64 |

#### Milagres
| Partido                 | Partido                        | Votos | %               | +/-  |
| ----------------------- | ------------------------------ | ----- | --------------- | ---- |
|                         | Partido Social Democrata       | 680   | 40,74 / 100,00  | 9,23 |
|                         | Partido Socialista             | 401   | 24,03 / 100,00  | 1,86 |
|                         | CDS – Partido Popular          | 237   | 14,20 / 100,00  | 3,82 |
|                         | Bloco de Esquerda              | 150   | 8,99 / 100,00   | 4,64 |
|                         | Coligação Democrática Unitária | 27    | 1,62 / 100,00   | 0,11 |
|                         | Outros                         | 77    | 4,61 / 100,00   |      |
| Votos Inválidos         | Votos Inválidos                | 97    | 5,81 / 100,00   | 0,14 |
| Total                   | Total                          | 1 669 | 100,00 / 100,00 |      |
| Eleitorado/Participação | Eleitorado/Participação        | 3 004 | 55,56 / 100,00  | 9,99 |

#### Monte Real
| Partido                 | Partido                        | Votos | %               | +/-  |
| ----------------------- | ------------------------------ | ----- | --------------- | ---- |
|                         | Partido Socialista             | 482   | 31,88 / 100,00  | 5,84 |
|                         | Partido Social Democrata       | 442   | 29,23 / 100,00  | 6,12 |
|                         | CDS – Partido Popular          | 224   | 14,81 / 100,00  | 5,76 |
|                         | Bloco de Esquerda              | 172   | 11,38 / 100,00  | 3,31 |
|                         | Coligação Democrática Unitária | 48    | 3,17 / 100,00   | 0,80 |
|                         | Outros                         | 67    | 4,42 / 100,00   |      |
| Votos Inválidos         | Votos Inválidos                | 77    | 5,09 / 100,00   | 0,57 |
| Total                   | Total                          | 1 512 | 100,00 / 100,00 |      |
| Eleitorado/Participação | Eleitorado/Participação        | 2 490 | 60,72 / 100,00  | 6,65 |

#### Monte Redondo
| Partido                 | Partido                        | Votos | %               | +/-  |
| ----------------------- | ------------------------------ | ----- | --------------- | ---- |
|                         | Partido Social Democrata       | 893   | 36,63 / 100,00  | 9,14 |
|                         | Partido Socialista             | 550   | 22,56 / 100,00  | 1,68 |
|                         | CDS – Partido Popular          | 493   | 20,22 / 100,00  | 3,77 |
|                         | Bloco de Esquerda              | 163   | 6,69 / 100,00   | 3,15 |
|                         | Coligação Democrática Unitária | 99    | 4,06 / 100,00   | 1,39 |
|                         | Outros                         | 82    | 3,36 / 100,00   |      |
| Votos Inválidos         | Votos Inválidos                | 158   | 6,49 / 100,00   | 1,45 |
| Total                   | Total                          | 2 438 | 100,00 / 100,00 |      |
| Eleitorado/Participação | Eleitorado/Participação        | 4 085 | 59,68 / 100,00  | 7,20 |

#### Ortigosa
| Partido                 | Partido                        | Votos | %               | +/-  |
| ----------------------- | ------------------------------ | ----- | --------------- | ---- |
|                         | Partido Social Democrata       | 409   | 37,11 / 100,00  | 9,83 |
|                         | CDS – Partido Popular          | 266   | 24,14 / 100,00  | 3,25 |
|                         | Partido Socialista             | 242   | 21,96 / 100,00  | 0,68 |
|                         | Bloco de Esquerda              | 70    | 6,35 / 100,00   | 3,43 |
|                         | Coligação Democrática Unitária | 21    | 1,91 / 100,00   | 0,84 |
|                         | Outros                         | 23    | 2,09 / 100,00   |      |
| Votos Inválidos         | Votos Inválidos                | 71    | 6,44 / 100,00   | 1,09 |
| Total                   | Total                          | 1 102 | 100,00 / 100,00 |      |
| Eleitorado/Participação | Eleitorado/Participação        | 1 654 | 66,63 / 100,00  | 2,80 |

#### Parceiros
| Partido                 | Partido                        | Votos | %               | +/-  |
| ----------------------- | ------------------------------ | ----- | --------------- | ---- |
|                         | Partido Socialista             | 837   | 36,90 / 100,00  | 1,18 |
|                         | Partido Social Democrata       | 643   | 28,35 / 100,00  | 7,22 |
|                         | CDS – Partido Popular          | 298   | 13,14 / 100,00  | 5,00 |
|                         | Bloco de Esquerda              | 255   | 11,24 / 100,00  | 2,80 |
|                         | Coligação Democrática Unitária | 76    | 3,35 / 100,00   | 0,74 |
|                         | Outros                         | 57    | 2,51 / 100,00   |      |
| Votos Inválidos         | Votos Inválidos                | 102   | 4,50 / 100,00   | 0,36 |
| Total                   | Total                          | 2 268 | 100,00 / 100,00 |      |
| Eleitorado/Participação | Eleitorado/Participação        | 3 235 | 70,11 / 100,00  | 4,73 |

#### Pousos
| Partido                 | Partido                        | Votos | %               | +/-  |
| ----------------------- | ------------------------------ | ----- | --------------- | ---- |
|                         | Partido Socialista             | 1 451 | 31,82 / 100,00  | 5,66 |
|                         | Partido Social Democrata       | 1 427 | 31,29 / 100,00  | 5,66 |
|                         | CDS – Partido Popular          | 593   | 13,00 / 100,00  | 2,99 |
|                         | Bloco de Esquerda              | 587   | 12,87 / 100,00  | 5,87 |
|                         | Coligação Democrática Unitária | 126   | 2,76 / 100,00   | 0,55 |
|                         | Outros                         | 147   | 3,22 / 100,00   |      |
| Votos Inválidos         | Votos Inválidos                | 229   | 5,02 / 100,00   | 0,50 |
| Total                   | Total                          | 4 560 | 100,00 / 100,00 |      |
| Eleitorado/Participação | Eleitorado/Participação        | 7 060 | 64,59 / 100,00  | 2,11 |

#### Regueira de Pontes
| Partido                 | Partido                        | Votos | %               | +/-  |
| ----------------------- | ------------------------------ | ----- | --------------- | ---- |
|                         | Partido Social Democrata       | 397   | 30,12 / 100,00  | 5,41 |
|                         | Partido Socialista             | 374   | 28,38 / 100,00  | 2,80 |
|                         | CDS – Partido Popular          | 273   | 20,71 / 100,00  | 2,42 |
|                         | Bloco de Esquerda              | 119   | 9,03 / 100,00   | 4,08 |
|                         | Coligação Democrática Unitária | 40    | 3,03 / 100,00   | 0,33 |
|                         | Outros                         | 39    | 2,97 / 100,00   |      |
| Votos Inválidos         | Votos Inválidos                | 76    | 5,77 / 100,00   | 0,53 |
| Total                   | Total                          | 1 318 | 100,00 / 100,00 |      |
| Eleitorado/Participação | Eleitorado/Participação        | 2 016 | 65,38 / 100,00  | 5,62 |

#### Santa Catarina da Serra
| Partido                 | Partido                        | Votos | %               | +/-   |
| ----------------------- | ------------------------------ | ----- | --------------- | ----- |
|                         | Partido Social Democrata       | 1 378 | 51,73 / 100,00  | 10,69 |
|                         | CDS – Partido Popular          | 509   | 19,11 / 100,00  | 3,04  |
|                         | Partido Socialista             | 477   | 17,91 / 100,00  | 4,41  |
|                         | Bloco de Esquerda              | 100   | 3,75 / 100,00   | 1,47  |
|                         | Coligação Democrática Unitária | 33    | 1,24 / 100,00   | 0,56  |
|                         | Outros                         | 47    | 1,76 / 100,00   |       |
| Votos Inválidos         | Votos Inválidos                | 120   | 4,50 / 100,00   | 1,18  |
| Total                   | Total                          | 2 664 | 100,00 / 100,00 |       |
| Eleitorado/Participação | Eleitorado/Participação        | 3 693 | 72,14 / 100,00  | 4,17  |

#### Santa Eufémia
| Partido                 | Partido                        | Votos | %               | +/-  |
| ----------------------- | ------------------------------ | ----- | --------------- | ---- |
|                         | Partido Social Democrata       | 734   | 49,16 / 100,00  | 6,36 |
|                         | CDS – Partido Popular          | 284   | 19,02 / 100,00  | 0,40 |
|                         | Partido Socialista             | 272   | 18,22 / 100,00  | 1,43 |
|                         | Bloco de Esquerda              | 77    | 5,16 / 100,00   | 3,26 |
|                         | Coligação Democrática Unitária | 15    | 1,00 / 100,00   | 0,08 |
|                         | Outros                         | 38    | 2,55 / 100,00   |      |
| Votos Inválidos         | Votos Inválidos                | 73    | 4,89 / 100,00   | 0,22 |
| Total                   | Total                          | 1 493 | 100,00 / 100,00 |      |
| Eleitorado/Participação | Eleitorado/Participação        | 2 372 | 62,94 / 100,00  | 9,36 |

#### Souto da Carpalhosa
| Partido                 | Partido                        | Votos | %               | +/-   |
| ----------------------- | ------------------------------ | ----- | --------------- | ----- |
|                         | Partido Social Democrata       | 998   | 42,72 / 100,00  | 14,20 |
|                         | Partido Socialista             | 519   | 22,22 / 100,00  | 3,33  |
|                         | CDS – Partido Popular          | 452   | 19,35 / 100,00  | 4,76  |
|                         | Bloco de Esquerda              | 132   | 5,65 / 100,00   | 2,63  |
|                         | Coligação Democrática Unitária | 34    | 1,46 / 100,00   | 0,76  |
|                         | Outros                         | 81    | 3,47 / 100,00   |       |
| Votos Inválidos         | Votos Inválidos                | 120   | 5,14 / 100,00   | 1,24  |
| Total                   | Total                          | 2 336 | 100,00 / 100,00 |       |
| Eleitorado/Participação | Eleitorado/Participação        | 3 777 | 61,85 / 100,00  | 4,47  |